# Hejdeby församling
Hejdeby församling är en församling i Romaklosters pastorat i Medeltredingens kontrakt i Visby stift i Svenska kyrkan. Församlingen ligger i Gotlands kommun i Gotlands län.

## Administrativ historik
Församlingen har medeltida ursprung. Församlingen var till den 1 maj 1928 annexförsamling i pastoratet Endre och Hejdeby. Från den 1 maj 1928 till 1962 var den annexförsamling i pastoratet Barlingbo, Ekeby, Endre och Hejdeby. Från 1962 till 2016 var församlingen annexförsamling i pastoratet Roma, Björke, Follingbo, Akebäck, Barlingbo, Endre och Hejdeby. Från 2016 ingår församlingen i Romaklosters pastorat. 

## Kyrkor
- Hejdeby kyrka